# Arquebisbat de Tuxtla Gutiérrez
L'arquebisbat de Tuxtla Gutiérrez (castellà: Arquidiócesis de Tuxtla Gutiérrez, llatí: Arcidioecesis Tuxtlensis) és una seu metropolitana de l'Església Catòlica a Mèxic, que pertany a la regió eclesiàstica Pacífico-Sur. Al 2014 tenia 1.139.513 batejats sobre una població de 1.675.755 habitants. Actualment està regida per l'arquebisbe Fabio Martínez Castilla.

## Territori
L'arxidiòcesi comprèn la part occidental de l'estat mexicà de Chiapas.
La seu arxiepiscopal és la ciutat de Tuxtla Gutiérrez, on es troba la catedral de Sant Marc.
El territori s'estén sobre 22.629 km², i està dividit en 69 parròquies.

## Història
La diòcesi de Tuxtla Gutiérrez va ser erigida el 27 d'octubre de 1964, mitjançant la butlla Cura illa del Papa Pau VI, prenent el territori dels bisbats de Chiapas (avui bisbat de San Cristóbal de Las Casas), de Tapachula i de Tabasco. Originàriament era sufragània de l'arquebisbat d'Antequera.
El 25 de novembre de 2006 mitjançant la butlla Mexicani populi del papa Benet XVI la diòcesi va ser elevada al rang d'arxidiòcesi metropolitana, assignant-li com a sufragànies les diòcesis de San Cristóbal de Las Casas i de Tapachula.

## Cronologia episcopal
- José Trinidad Sepúlveda Ruiz-Velasco (20 de maig de 1965 - 12 de febrer de 1988 nomenat bisbe de San Juan de los Lagos)
- Felipe Aguirre Franco (28 d'abril de 1988 - 30 de juny de 2000 nomenat arquebisbe coadjutor d'Acapulco)
- José Luis Chávez Botello (16 de juliol de 2001 - 8 de novembre de 2003 nomenat arquebisbe d'Antequera)
- Rogelio Cabrera López (11 de setembre de 2004 - 3 d'octubre de 2012 nomenat arquebisbe de Monterrey)
- Fabio Martínez Castilla, des del 19 de febrer de 2013

## Estadístiques
A finals del 2014, la diòcesi tenia 1.139.513 batejats sobre una població de 1.675.755 persones, equivalent al 68,0% del total.
| any  | població  | població  | població | sacerdots | sacerdots       | sacerdots       | sacerdots             | diaques | religiosos | religiosos | parròquies |
| ---- | --------- | --------- | -------- | --------- | --------------- | --------------- | --------------------- | ------- | ---------- | ---------- | ---------- |
| any  | batejats  | total     | %        | total     | clergat secular | clergat regular | batejats por sacerdot | diaques | homes      | dones      |            |
| 1966 | 347.165   | 352.664   | 98,4     | 21        | 8               | 13              | 16.531                |         | 14         | 56         | 15         |
| 1970 | 360.000   | 400.000   | 90,0     | 29        | 15              | 14              | 12.413                |         | 14         | 86         | 16         |
| 1976 | 495.000   | 530.000   | 93,4     | 40        | 21              | 19              | 12.375                |         | 26         | 129        | 21         |
| 1980 | 622.000   | 693.000   | 89,8     | 46        | 31              | 15              | 13.521                |         | 23         | 140        | 26         |
| 1990 | 940.000   | 1.130.000 | 83,2     | 53        | 38              | 15              | 17.735                |         | 21         | 195        | 31         |
| 1999 | 995.000   | 1.395.000 | 71,3     | 80        | 67              | 13              | 12.437                |         | 19         | 263        | 38         |
| 2000 | 1.010.000 | 1.417.000 | 71,3     | 82        | 70              | 12              | 12.317                |         | 20         | 254        | 39         |
| 2001 | 1.010.000 | 1.417.000 | 71,3     | 93        | 81              | 12              | 10.860                |         | 22         | 259        | 39         |
| 2002 | 1.026.000 | 1.439.000 | 71,3     | 113       | 101             | 12              | 9.079                 |         | 25         | 274        | 39         |
| 2003 | 924.000   | 1.197.500 | 77,2     | 110       | 97              | 13              | 8.400                 |         | 16         | 239        | 39         |
| 2004 | 924.000   | 1.197.500 | 77,2     | 140       | 127             | 13              | 6.600                 |         | 20         | 254        | 55         |
| 2010 | 989.000   | 1.270.000 | 77,9     | 148       | 128             | 20              | 6.682                 |         | 25         | 247        | 65         |
| 2014 | 1.139.513 | 1.675.755 | 68,0     | 152       | 128             | 24              | 7.496                 |         | 80         | 318        | 69         |